# East Barre
East Barre es un lugar designado por el censo ubicado en el condado de Washington en el estado estadounidense de Vermont. En el año 2000 tenía una población de 784 habitantes.

## Geografía
East Barre se encuentra ubicado en las coordenadas 44°8′45″N 72°26′58″O / 44.14583, -72.44944.